# Adolf Ludvig Hamilton
Adolf Ludvig Hamilton, född 1 juni 1747, död 10 oktober 1802 på Blomberg i Husaby socken, var en svensk greve och politiker. Han ledde den så kallade adelsoppositionen mot Gustav III. Hamilton är också känd för att ha skrivit den kritiska texten Anekdoter till svenska historien under Gustaf III:s regering.

## Biografi
Adolf Ludvig Hamilton var son till Gustaf David Hamilton och Jakobina Henrietta Hildebrand. Adolf Ludvig blev 1759 fänrik vid kronprinsens regemente och 1766 kammarherre hos kronprinsen (sedermera Gustaf III) samt 1771 hos drottning Sofia Magdalena. 1782 begärde Hamilton avsked och slog sig ned på sitt gods Blomberg i Västergötland. 

### Politikern
Hamilton, som i början ägnat Gustaf III en viss beundran, övergick efter hand till bitter fiendskap och oförsonligt hat gentemot konungen, och efter sitt avsked från hovet deltog han som ivrig oppositionsman i följande riksmöten; särskilt utmärkte sig Hamilton som oförskräckt försvarare av friheten, då han vid förenings- och säkerhetsaktens föredragning i Rikssalen 21 februari 1789 först av alla yrkade, att stånden måtte få överlägga i skilda rum. Hans frihetsiver förmådde honom att med hänförelse hälsa franska revolutionen, och ännu i början av 1793 författade han ett project till fransyska republiquens lagstiftning. Men det följande skräckväldet avskräckte hans jakobinism, och vid 1800 års riksdag tillhörde han högern eller rojalisterna. 

### Memoarförfattaren
Hamiltons bildning var tämligen uteslutande fransk, och hans infall utmynnade ofta i satir och bitter galla. Han var också fruktad av sin samtid för sina skarpa och kvicka epigram. Ända sedan sin tidiga ungdom 1763 till sitt avskedstagande från hovet 1782 förde Hamilton en vidlyftig dagbok, bevarad i grevliga Hamiltonska arkivet å Barsebäcks slott, vari han upptecknade sina iakttagelser företrädesvis från hovlivet och från sina långvariga resor i Europa. 
På gamla dagar, förmodligen 1795, författade Hamilton med ledning av sina dagboksanteckningar, personliga minnen samt lösa rykten och skvaller, som kommit till hans öron, sina så kallade Anecdoter till Gustaf III:s och Gustaf IV Adolfs historia. Av detta memoarverk är den första, viktigare delen utgiven av trycket av Oscar Levertin under titeln Anekdoter till Svenska historien under Gustaf III:s regering (1901, i serien "Svenska memoarer och bref", band IV). Hamiltons anekdoter är roande och lättlästa, innehåller flera slående karakteristiker och meddela en mängd intimare smådrag ur hovets och de aristokratiska kretsarnas liv, men de är starkt färgade av författarens hat mot Gustaf III, omtalar oftast utan reservation som sant det orimligaste förtal samt skandalösa rykten och smädelser, som spreds i oppositionskretsar om konungen och hans män, och kan därför endast med kritik och stor försiktighet användas såsom källa.